# Tuyến Gold (Bangkok)
Tuyến Gold là tuyến tàu tự động không người lái thuộc hệ thống tàu điện của Băng Cốc. Chiều dài tuyến là 1,72 km (1,07 mi), gồm 3 nhà ga, và được khánh thành bởi Thủ tướng Thái Lan Prayut Chan-o-cha vào ngày 16 tháng 12 năm 2020. Nó hoạt động như một tuyến trung chuyển giữa tuyến Silom BTS Silom và trung tâm thương mại Iconsiam. Tuyến sẽ được kéo dài 1 km (0,62 mi) dọc theo đường Somdet Chao Phraya để kết nối với Tuyến MRT tím mở rộng phía Nam. Khi hoàn tất nó sẽ kết nối Ga Krung Thon Buri BTS với đường Prajadhipok tại Thon Buri với tổng chiều dài là 2,68 km (1,67 mi).
Tuyến Gold được quản lý bởi Bangkok Mass Transit System Public Company Limited (BTSC) với hợp đồng 30 năm. BTSC cũng đồng thời quản lý BTS Skytrain. Giá vé cố định là 15 baht. Vé chỉ được bán tại các nhà ga trên tuyến.

## Lịch sử
Hiện tại tuyến không được xem là một tuyến thuộc M-Map Master Plan do đề xuất bởi chủ sở hữu trung tâm thương mại Iconsiam vào tháng 7 năm 2015 để cung cấp dịch vụ trung chuyển đến Iconsiam. Dự án được chấp thuận bởi nội các Thái Lan vào tháng 9 năm 2016 với kế hoạch ban đầu mở cửa vào cuối năm 2018. Công việc sơ khảo bắt đầu vào tháng 6 năm 2018 và chính thức xây dựng vào tháng 9 năm 2018.
Krungthep Thanakom PCL chịu trách nhiệm về thiết kế và phát triển tuyến, một doanh nghiệp thuộc Chính quyền Đô thị Bangkok. Ngân sách của dự án là 3,8 tỉ baht được tài trợ hoàn toàn bởi chủ đề xuất dự án, công ty trung tâm thương mại Siam Piwat sẽ chịu toàn bộ chi phí xây dựng. Tất cả doanh thu quảng cáo và lợi nhuận hoạt động sẽ thuộc công ty Siam Piwat trong suốt 30 năm nhượng quyền.
Vào cuối tháng 8 năm 2020, toàn bộ khối lượng công việc của Tuyến Gold đạt 95%. Tuyến sẽ mở của vào ngày 1 tháng 10 năm 2020 và bắt đầu chạy thử nghiệm vào ngày 11 tháng 9. Tuy nhiên, các lần chạy thử nghiệm cho thấy các kết quả chạy thử nghiệm yêu cầu bổ sung hệ thống tín hiệu và vận hành trước khi đi vào hoạt động toàn tuyến. Chủ tịch BTSC tuyên bố rằng cần thêm 2 tháng thử nghiệm nữa và tuyến sẽ không được mở cửa cho đến tháng 12 năm 2020. Đầu tháng 12, công bố mở cửa tuyến vào ngày 16 tháng 12 năm 2020. Vào lúc hoạt động, hành khách được miễn phí vận chuyển trong vòng 1 tháng cho đến ngày 15 tháng 1 năm 2021.

## Lộ trình

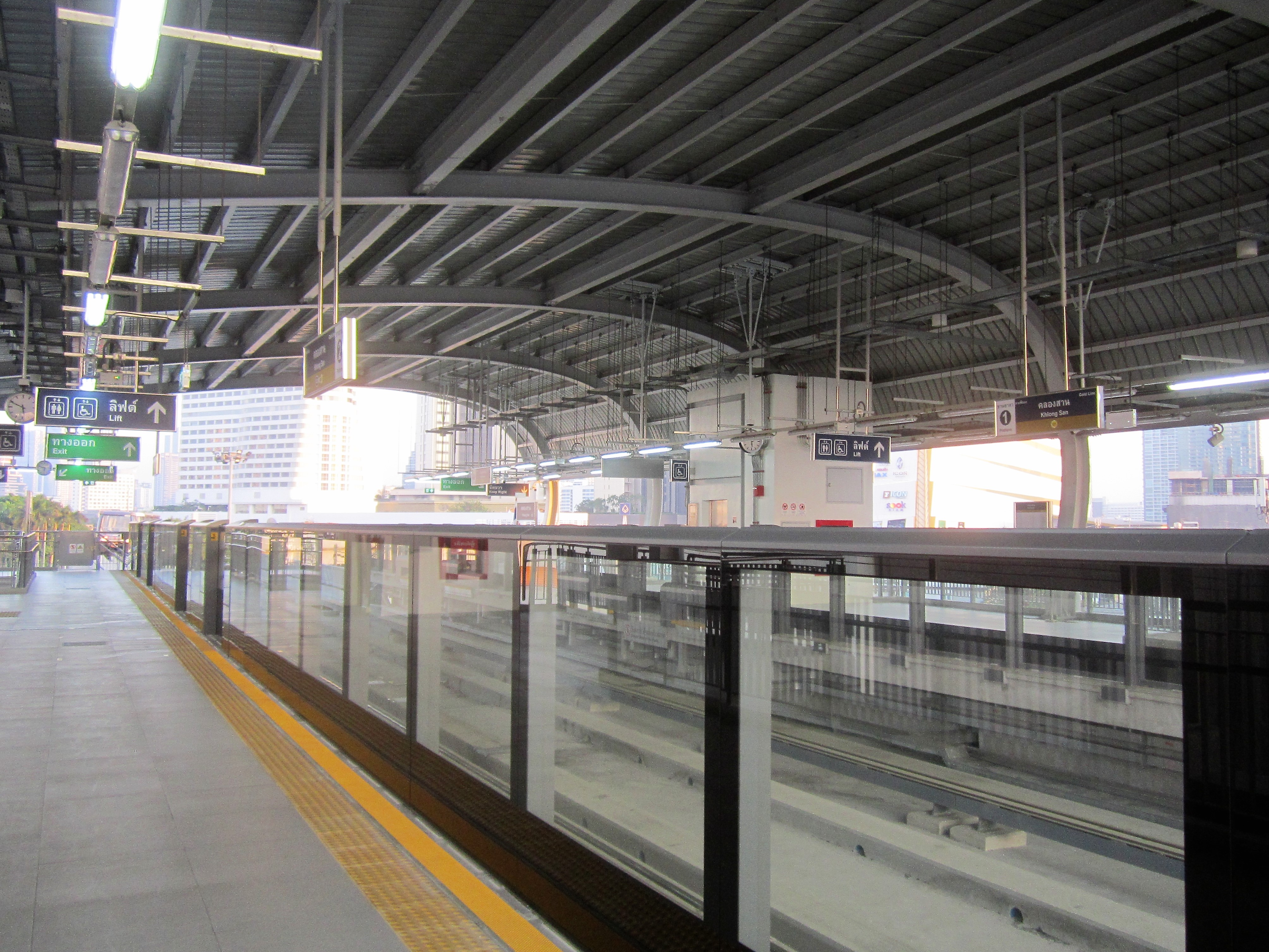
Sân ga Khlong San

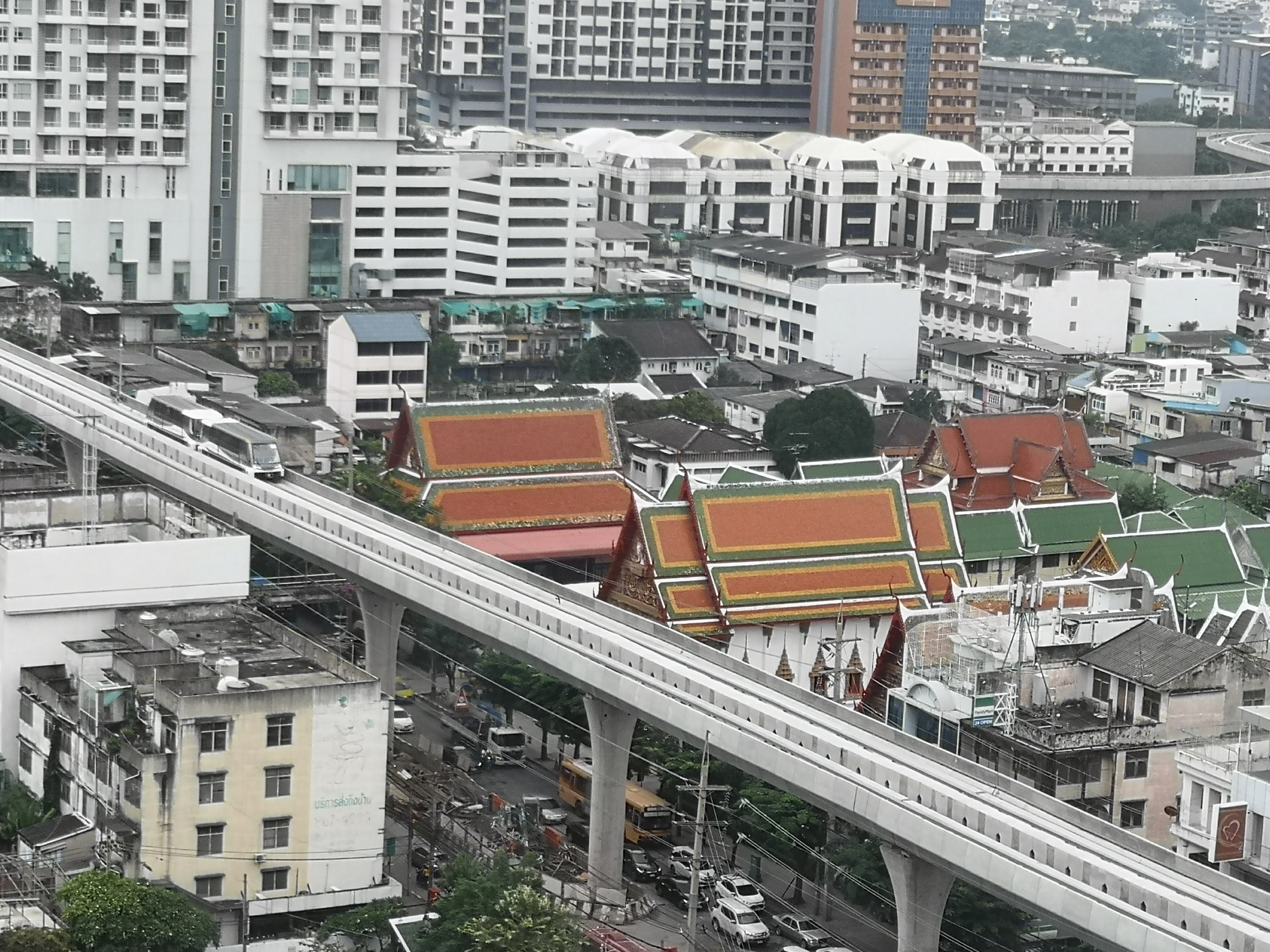
Tuyến đường sắt Gold phía trước đền Wat Suwan

Tuyến Gold bắt đầu tại nút giao Ga Krung Thon Buri BTS chạy theo 500m phía Đông đến đường Charoen Nakhon, sau đó chạy về phía Bắc 1,3 km (0,81 mi) đến Iconsiam. Ga cuối nằm tại ga Klong San gần nút giao đường Lat Ya và sẽ là nơi chuyển đổi với Tuyến SRT Đỏ Đậm mở rộng phía Nam trong tương lai.

### Mở rộng 1 km trong tương lai
Tuyến sẽ được mở rộng 1 km (0,62 mi) phía Tây dọc theo đường Somdet Chao Phraya và ga cuối nằm tại đường Phrajahipok kết nối với Tuyến MRT tím mở rộng phía Nam, dự kiến sẽ mở cửa vào năm 2027. Phần mở rộng 1 km (0,62 mi) dự kiến đi vào hoạt động vào năm 2023, nhưng sẽ được mở cửa vào năm tới.

## Ga
| Mã | Tên ga          | Tên ga   | Giao với                            | Bên ngoài ga | Kế hoạch |
| Mã | Tiếng Anh       | Thái     | Giao với                            | Bên ngoài ga | Kế hoạch |
| -- | --------------- | -------- | ----------------------------------- | ------------ | -------- |
|    |                 |          |                                     |              |          |
|    | Krung Thon Buri | กรุงธนบุรี  | BTS                                 |              |          |
|    | Charoen Nakhon  | เจริญนคร  |                                     |              |          |
|    | Khlong San      | คลองสาน  | SRT (dự án)                         |              |          |
|    | Prajadhipok     | ประชาธิปก | MRT Memorial Bridge (đang xây dựng) |              |          |
|    |                 |          |                                     |              |          |